# エアポート・リムジンバス (仙台市)

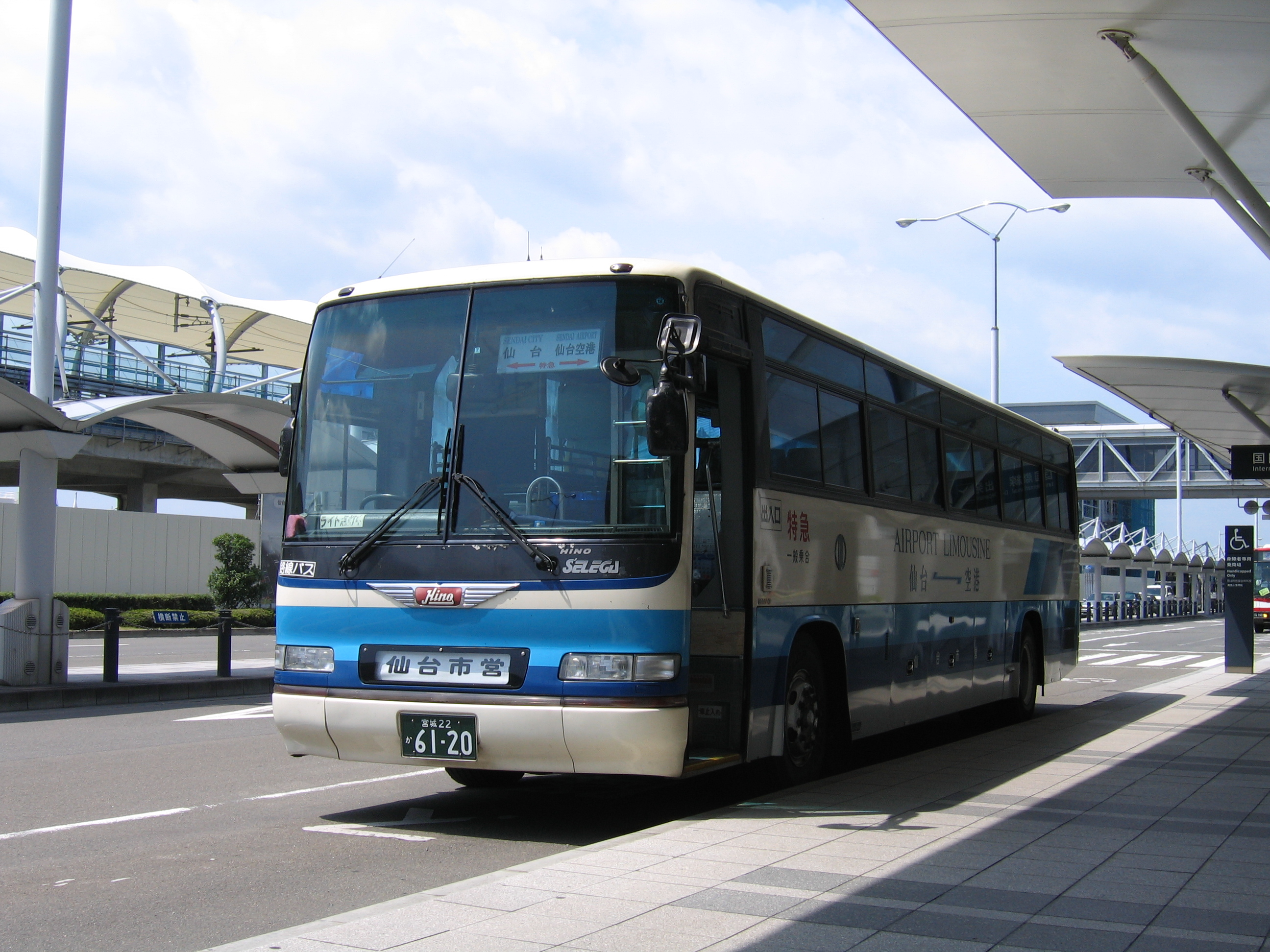
エアポート・リムジンバス専用車両（仙台空港にて）

エアポート・リムジンバスは、かつて宮城県仙台市と名取市にある仙台空港を結ぶ、仙台市交通局（仙台市営バス）が運行していた高速バス（特急バス）である。特急仙台空港バスとも呼ばれ、路線名は仙台空港線である。
仙台市営バス唯一の高速バスで、市営バス最大の収益を誇る黒字路線であった。仙台市交通局もこの路線を重要視（飛行機到着に合わせて仙台駅行バスを発車するなど）していた。JR仙台駅と仙台空港駅とを結ぶ仙台空港アクセス線が2007年（平成19年）3月18日に運行開始するのに伴い、その前日（同年3月17日）をもって市営バスでの運行が終了した。
なお、仙台空港線は他に一般路線として下増田経由、仙台空港と館腰駅を結ぶ路線も存在していた。下増田経由は北釜線と統合後、2008年（平成20年）に名取市民バス・なとりん号に移管。仙台空港 - 館腰駅線は1997年（平成9年）に宮城交通へ譲渡され、2008年（平成20年）にミヤコーバスに移管、2010年（平成22年）に廃止している。

## 運行事業者
- 仙台市交通局

## 沿革
- 1957年（昭和32年）4月 - 空港連絡バスを貸切運行で開始。
- 1965年（昭和40年）12月1日 - 仙台空港線開業（乗合免許による路線運行開始）。
- 1967年（昭和42年）3月17日 - 仙台バイパス経由（若林交差点 - 飯野坂交差点）に経路変更。
- 1967年（昭和42年）6月18日 - 霞の目営業所担当から南仙台営業所担当に変更。
- 1968年（昭和43年）3月28日 - 仙台バイパス区間（箱提交差点 - 飯野坂交差点）経路変更。
- 1974年（昭和49年）10月21日 - ワンマン化。
- 1978年（昭和53年） - 長町一丁目停車により、仙台バイパス区間（鹿の又交差点 - 飯野坂交差点）経路変更。
- 1987年（昭和62年） - カラーリング変更（路線車標準色から専用色へ）。
- 1994年（平成6年）3月31日 - 仙台東部道路開通により（鹿の又交差点 - 長町IC - 仙台空港IC）経路変更。
- 1996年（平成8年）3月1日 - バスカード使用開始。
- 1998年（平成10年）3月28日 - 南仙台出張所閉所により、担当が霞の目営業所に変更。
- 1999年（平成11年）4月1日 - 市立病院前停留所を通過とする。
- 2002年（平成14年）4月1日 - 担当が川内営業所に変更。
- 2007年（平成19年）3月17日 - 最終運行日。

## 運賃および所要時間
長町一丁目 - 仙台空港
730円（片道）、30分
仙台駅前（及び長町一丁目以外の全ての停留所） - 仙台空港
910円（片道）、1,640円（往復）、40分（仙台駅前）

## 停車停留所
仙台駅前 - 仙台逓信病院前（空港発のみ停車）- 長町一丁目 - 仙台空港
通常は上記の停留所のみを経由するが、朝夕はホテル宿泊者への便宜を図るため、以下の停留所を経由するコースに変更される（1コース3～4往復程度）、括弧内は最寄りホテル。

### 仙台市中心部まわりAコース
錦町公園前（ホテル仙台プラザ） - 地下鉄広瀬通駅（江陽グランドホテル） - 仙台駅前 - 仙台逓信病院前（仙台国際ホテル） - 長町一丁目 - 仙台空港
※仙台空港発便は（既存停留所）→ 仙台駅前 → 錦町公園 → 地下鉄広瀬通駅となる。

### 仙台市中心部まわりBコース
晩翠草堂前（旧仙台(第2)ワシントンホテル） - 大町二丁目（旧仙台エクセルホテル東急前） - 仙台駅前 - 仙台逓信病院前 - 長町一丁目 - 仙台空港
※ 仙台空港発便は（既存停留所）→ 仙台駅前 → 晩翠草堂前 → 大町二丁目となる。

## 廃止後
- 仙台空港アクセス線開業に伴って市営バスでの運行は廃止されたが、その翌日から愛子観光バスと東日本急行が新規参入をして運行を開始した。しかし、愛子観光バスについては2008年（平成20年）2月29日、東日本急行も2009年（平成21年）1月31日の運行をもって廃止。これにより、仙台空港と仙台市都心部とを結ぶ連絡バスは全廃された。また、館腰駅と仙台空港を結ぶ連絡バスも2010年（平成22年）に廃止された。
- しかしながら仙台空港アクセス線の混雑に加え、不通時に仙台空港へのアクセス手段が失われることから、2018年にタケヤ交通が、2019年には仙台バスが仙台駅発着のバスの運行を開始、加えて従来からの岩沼市民バスも運行を行っている。
- 運行廃止後の車両については、契約貸切専用車となった3両（三菱ふそう・エアロクィーンM）を除き全て売却され、残った3両も2009年（平成21年）に廃車された。